# Le meraviglie del possibile
Le meraviglie del possibile è una celebre antologia che raccoglie 29 racconti di fantascienza di 20 autori diversi, edita per la prima volta da Einaudi nel 1959 e curata da Sergio Solmi (autore dell'introduzione) e Carlo Fruttero, quest'ultimo presente con un proprio racconto sotto lo pseudonimo di Charles F. Obstbaum.
L'antologia è stata riedita nel 1973, sempre da Einaudi, in forma ridotta (16 racconti) nella collana Gli struzzi. In occasione della riedizione integrale nella collana Einaudi Tascabili del 1992 è stata aggiunta una "Nota all'edizione tascabile" di Carlo Fruttero.

## Racconti
L'antologia inizia con il racconto di un precursore - L'uovo di cristallo di H. G. Wells del 1897 - mentre tutti gli altri (prevalentemente degli anni cinquanta) appartengono alla fantascienza moderna, compresi alcuni considerati classici del genere.
L'autore più rappresentato è Fredric Brown, presente con quattro racconti. Seguono Ray Bradbury con tre racconti, quindi con due racconti ciascuno Isaac Asimov, Richard Matheson, Robert Sheckley e William Tenn.
- L'uovo di cristallo (The Crystal Egg, 1897) di H. G. Wells (non presente nell'edizione del 1973, dove è sostituito da Il paese dei ciechi (The Country of the Blind, 1904) dello stesso autore).
- Villaggio incantato (Enchanted Village, 1950) di A. E. van Vogt, ironico esempio di relativismo.
- Pioggia senza fine (Death-by-Rain, 1950) di Ray Bradbury, ambientato su Venere, immaginato come un pianeta ostile, flagellato da una pioggia battente che conduce alla pazzia e alla morte, trasposto sul grande schermo con il film ad episodi L'uomo illustrato.
- Sentinella (Sentry, 1954) di Fredric Brown, perfetto nel suo capovolgimento di prospettiva finale.
- Prott (Prott, 1953) di Margaret St. Clair.
- Il labirinto (The Maze, 1950) di Frank M. Robinson (non presente nell'edizione del 1973).
- Miraggio (Mirage, 1956) di Clifford D. Simak, sulla possibilità di incontro fra culture diverse, esseri umani con autoctoni marziani sull'orlo dell'estinzione.
- Il duello (Arena, 1944) di Fredric Brown, che ha ispirato uno dei più famosi ed amati episodi della serie classica di Star Trek, Arena, in cui lo scontro fra due intere civiltà per volontà di esseri superiori viene determinato dall'esito dello scontro di due soli individui.
- Il doppio criminale (Party of the Two Parts, 1954) di William Tenn (non presente nell'edizione del 1973).
- Impostore (Impostor, 1953) di Philip K. Dick, sul tema dei replicanti, che ha ispirato Impostor, film del 2002 di Gary Fleder.
- Le immagini non mentono (Pictures Don't Lie, 1951) di Katherine Maclean.
- Un uomo esemplare (Man of Distinction, 1951) di Fredric Brown, divertente variazione sui rapimenti dei terrestri da parte di alieni.
- L'ultimo dei marziani (The Last Martian, 1950) di Fredric Brown (non presente nell'edizione del 1973).
- Servocittà (Dumb Waiter, 1952) di Walter M. Miller Jr. in cui, in uno scenario postatomico, le macchine, abbandonate a sé stesse e ai propri automatismi, rendono impossibile la sopravvivenza ai pochi superstiti.
- Nove volte sette (Feeling of Power, 1957) di Isaac Asimov, ironica dimostrazione delle potenzialità belliche di una paradossale scoperta, quella del calcolo manuale.
- Consolazione garantita (Satisfation Guaranted, 1951) di Isaac Asimov (non presente nell'edizione del 1973).
- Acciaio (Steel, 1956) di Richard Matheson (non presente nell'edizione del 1973), il mondo della boxe immutato anche se per legge a sfidarsi possono essere solo robot; il racconto ha fornito il soggetto all'omonimo episodio della quinta stagione della serie tv Ai confini della realtà e al film Real Steel (2011) diretto da Shawn Levy.
- Dati disponibili sulla Reazione Worp (The Available Data on the Worp Reaction, 1953) di Lion Miller (non presente nell'edizione del 1973).
- La scoperta di Morniel Mathaway (The Discovery of Morniel Mathaway, 1955) di William Tenn, sui paradossi dei viaggi temporali.
- Passò intorno ai cavalli (He Walked Around the Horses, 1948) di H. Beam Piper (non presente nell'edizione del 1973).
- La casa nuova ("...And He Built a Crooked House", 1941) di Robert A. Heinlein, caustica descrizione di cosa può accadere se si affida la costruzione della propria casa ad un architetto troppo estroso.
- Il costo della vita (Cost of Living, 1952) di Robert Sheckley, incubo sul consumismo forzato e sull'indebitamento per gli acquisti a rate.
- La settima vittima (Seventh Victim, 1953) di Robert Sheckley, classico della fantascienza su un gioco mortale, in cui l'omicidio individuale legalizzato sublima l'aggressività innata nell'uomo (e nella donna); il racconto è stato portato sullo schermo da Elio Petri nel 1965 col film La decima vittima.
- L'esame (The Test, 1954) di Richard Matheson, tristissima rappresentazione di una società in cui gli anziani vengono messi a morte.
- Il Veldt (The Veldt) di Ray Bradbury, ascrivibile al tema dei 'bambini assassini' proprio dell'autore - racconto che ha fornito il soggetto per un episodio della serie Ai confini della realtà.
- Fiori per Algernon (Flowers for Algernon, 1959) di Daniel Keyes, commovente resoconto di come un ritardato mentale diventi iperdotato a seguito di un esperimento scientifico, i cui effetti sono però di breve durata (racconto vincitore del premio Hugo 1960), poi trasformato in romanzo dallo stesso autore, ha avuto varie trasposizioni, fra cui una cinematografica nel 1968 con I due mondi di Charly, film di Ralph Nelson.
- I nove miliardi di nomi di Dio (The Nine Billions Name of God, 1952) di Arthur C. Clarke, esempio di fanta-teologia.
- L'affare Herzog (The Historical Case of Lieutenant Herzog) di Carlo Fruttero (con lo pseudonimo di Charles F. Obstbaum; non presente nell'edizione del 1973).
- Ora zero (Zero Hour, 1947) di Ray Bradbury, dove gli invasori alieni trovano degli inaspettati complici.

## Successo editoriale e seguiti
La pubblicazione di questa antologia da parte di un editore come Einaudi, certo non incline a certa letteratura allora considerata "popolare", costituiva una sorta di scommessa.
Il suo grande, e per alcuni versi inaspettato successo, sia critico sia, soprattutto, di vendite, spinse l'editore a pubblicare negli anni seguenti altre raccolte analoghe: 
- Il secondo libro della fantascienza, edito due anni dopo il primo a cura di Carlo Fruttero e Franco Lucentini, raccoglie un'altra trentina di racconti ma di un numero più ristretto di autori, che erano stati già selezionati in occasione della prima antologia;
- Il terzo libro della fantascienza. Il giardino del tempo e altri racconti, del 1983, figura sempre curato da Solmi anche se questi nel frattempo era deceduto in quanto i figli ne seguirono gli appunti, come racconta Fruttero nella sopracitata "Nota all'edizione tascabile" del primo volume della serie);
- Il quarto libro della fantascienza del 1991, a cura di Carlo Fruttero e Franco Lucentini.

## Edizioni
- Autori vari, Le Meraviglie del possibile. Antologia della fantascienza, a cura di Sergio Solmi, Carlo Fruttero, Einaudi, 10 novembre 1959.
- Autori vari, Le meraviglie del possibile, a cura di Sergio Solmi, Carlo Fruttero, collana Gli struzzi n.41, Einaudi, 1973.
- Autori vari, Le Meraviglie del possibile. Antologia della fantascienza 1, a cura di Sergio Solmi, Carlo Fruttero, collana Einaudi Tascabili. Letteratura n. 94, Einaudi, 1992.